# 锦秋街道
锦秋街道，是中华人民共和国山東省滨州市博兴县下辖的一个乡镇级行政单位。

## 行政区划
锦秋街道下辖以下地区：
北关社区、城张社区、西关社区、西隅社区、南隅社区、菜园社区、东关社区、清河社区、望湖社区、苗集村、西河东村、马王村、新贾村、西三里村、西赵村、马庙村、疃子村、西闸村、魏家村、傅家村、三官庙村、段家村、王圈村、王家桥村、毛园村、傅桥村、逯桥村、孟桥村、南陈家村、湾头村、周陈村、东风村、南河东村、院庄村和安柴村。